# Sušac
Sušac (italsky Cazza) je neobydlený ostrov v Jaderském moři, administrativně součást Chorvatska. Nachází se 23 km západně od Lastova. Jeho rozloha činí 4,02 km2 a délka pobřeží je 16,38 km. Nejvyšší vrchol (Veli Gark má nadmořskou výšku 243 m n. m.). V nejdelším směru má ostrov na délku zhruba čtyři kilometry. Pobřeží tvoří většinou skály, zčásti je ostrov zalesněn. V jeho jižní části je při zálivu Tišćavac umístěn maják.
Během svých dějin byl ostrov osídlený, ale jeho počet obyvatel nikdy nepřekročil 24. Poprvé v roce 2001 bylo zaznamenáno nula stálých obyvatel. Na ostrově se nachází pozůstatky vesnice. Navštěvují jej pracovníci majáku, rybáři a zřídkakdy i turisté.